# Ed Thigpen
Ed Thigpen, (Chicago, 1930. december 28. – Koppenhága, 2010. január 13.) amerikai dzsesszdobos. Apja, Ben Thigpen is dobos volt. Legjelentősebb zenei kapcsolata az Oscar Peterson trióval volt 1959 és 1965 között. Thigpen 1956 és 1959 között − mások mellett − Billy Taylor triójával lépett fel.

## Pályafutása
Thigpen Los Angelesben nőtt fel. A Thomas Jefferson High Schoolba járt, ahová Art Farmer, Dexter Gordon és Chico Hamilton is. A Los Angeles City College szociológia szakán végzett. Egy évig East St. Louis-ban élt édesapjával, aki Andy Kirk Clouds of Joy-jában játszott. Apja tizenhat évig játszott Andy Kirkkel az 1930-as, -40-es években.
Profi dobostént először New Yorkban dolgozott Cootie Williams zenekarában 1951, -52-ben a Savoy Ballroomban (Harlem). Ez idő alatt olyan zenészekkel játszott, mint Dinah Washington, Gil Mellé, Oscar Pettiford, Eddie Vinson, Paul Quinichette, Ernie Wilkins, Charlie Rouse, Lennie Tristano, Jutta Hipp, Johnny Hodges, Dorothy Ashby, Bud Powell és Billy Taylor.
1959-ben az Oscar Peterson Trióban Toronto-ban játszott. 1961-ben Los Angelesben készült lemeze a Teddy Edwards–Howard McGhee Quintet Together Again című albumán. Miután elhagyta Petersont, 1966-ban a Verve Recordsnál felvette az „Out of the Storm” című albumot. Ezt követően turnézott Ella Fitzgeralddal (1967-1972).
1972-ben Koppenhágába költözött csatlakozva számos más amerikai zenészhez, akik az elmúlt két évtizedben telepedtek le ebben a városban. Ott együtt dolgozott pl. Kenny Drew-val, Ernie Wilkinsszel, Thad Jonesszal, valamint olyan dán zenészekkel, mint Svend Asmussen, Mads Vinding, Alex Riel és Niels-Henning Ørsted Pedersen. Számos más zenésszel is játszott: Clark Terry, Eddie „Lockjaw” Davis, Milt Jackson és Monty Alexander.
Szív- és tüdőproblémái miatt került kórházba, és Parkinson-kórban is szenvedett. 2010. január 13-án halt meg.

## Zenekarvezető
- Out of the Storm (1966)
- Action-Re-Action (1974)
- Explosive Drums (1974)
- Young Men and Olds (1990)
- Easy Flight (1990)
- Mr. Taste (1992)
- It's Entertainment (1998)
- Element of Swing (2002)
- #1 (2004)

### With Oscar Peterson
- Oscar Peterson Plays „My Fair Lady” (1958)
- Sonny Stitt Sits in with the Oscar Peterson Trio (1958)
- A Jazz Portrait of Frank Sinatra (1959)
- The Jazz Soul of Oscar Peterson (1959)
- Oscar Peterson Plays „Porgy & Bess” (1959)
- Oscar Peterson Plays the Duke Ellington Songbook (1959)
- Oscar Peterson Plays the George Gershwin Songbook (1959)
- Oscar Peterson Plays the Richard Rodgers Songbook (1959)
- Oscar Peterson Plays the Jerome Kern Songbook (1959)
- Oscar Peterson Plays the Cole Porter Songbook (1959)
- Oscar Peterson Plays the Harry Warren Songbook (1959)
- Oscar Peterson Plays the Irving Berlin Songbook (1959)
- Oscar Peterson Plays the Harold Arlen Songbook (1959)
- Oscar Petrson Plays the Jimmy McHugh Songbook (1959)
- Swinging Brass with the Oscar Peterson Trio (1959)
- Ben Webster Meets Oscar Peterson (1959)
- Live from Chicago (1961)
- Very Tall (1961)
- Night Train (1962)
- Affinity (1962)
- West Side Story (1962)
- The Oscar Peterson Trio in Tokyo (1964)
- We Get Requests (1964)
- Oscar Peterson Trio + One – with Clark Terry (1964)
- I/We Had a Ball (1965) - 1 track
- Eloquence (1965)
- Action (Exclusively for My Friends, Vol. 1) (1968)
- Oscar Peterson with Clark Terry (1982)

### With Ella Fitzgerald
- Ella à Nice (1971) – live
- Jazz at Santa Monica Civic '72 (1972) – live
- Ella Loves Cole (Dream Dancing; 1972, 1978)
- Ella in Budapest (1999, – live 1970)